# Shadow Blasters
Shadow Blasters è un videogioco del 1990 per Sega Mega Drive, distribuito in Giappone con il titolo Shiten Myōō (四天明王?).

## Trama
Il malvagio Asura vuole distruggere l'umanità, ma il dio Hyprion decide di inviare quattro valorosi guerrieri per fermarlo: gli esperti di ninjutsu Horatio e Tiffany, lo spadaccino Leo e il monaco buddista Marco.

## Modalità di gioco
In Shadow Blasters si controlla un team di quattro personaggi. È possibile guidare un guerriero alla volta, fintantoché sia fornito di punti vita. Il gioco è composto da nove livelli, i cui primi sei possono essere giocati in qualsiasi ordine, ed è presente una modalità cooperativa per due giocatori.